# Іксанов Мустахім Белялович
Мустахім Белялович Іксанов (нар. 30 березня 1926, село Бурси, тепер Жанібецького району Західно-Казахстанської області, Республіка Казахстан — 18 листопада 1991, Казахська РСР, тепер Республіка Казахстан) — радянський державний діяч, 1-й секретар Кзил-Ординського, Джамбульського і Уральського обласних комітетів КП Казахстану, секретар ЦК КП Казахстану, заступник голови Ради міністрів Казахської РСР. Член Центральної Ревізійної комісії КПРС у 1971—1976 роках. Кандидат у члени ЦК КПРС у 1976—1986 роках. Депутат Верховної ради Казахської РСР 6—9-го скликань. Депутат Верховної Ради СРСР 7—8-го і 10—11-го скликань.

## Життєпис
У 1941—1945 роках — учень Алма-Атинського залізничного технікуму Казахської РСР.
У 1945—1946 роках — бригадир, майстер, технік 18-ї дистанції колії станції Тентек, технік 4-ї дистанції служби колії станції Актогай Казахської залізниці.
У 1946—1947 роках — студент Ташкентського інституту інженерів залізничного транспорту Узбецької РСР.
У 1947—1952 роках — студент Казахського сільськогосподарського інституту в місті Алма-Аті, інженер-гідротехнік. У 1950—1952 роках — на комсомольській роботі в Казахському сільськогосподарському інституті, 1-й секретар Фрунзенського районного комітету ЛКСМ Казахстану міста Алма-Ати.
Член ВКП(б) з 1951 року.
У 1952 році — виконроб, у 1952—1953 роках — начальник виробничо-технічного відділу, в 1953—1955 роках — головний інженер, у 1955—1958 роках — начальник управління «Джетисайбуд» Іллічівського району Чимкентської області Казахської РСР.
У 1958—1961 роках — керуючий тресту «Казирголстепбуд» Іллічівського району Чимкентської області Казахської РСР.
У 1961—1962 роках — 1-й секретар Іллічівського районного комітету КП Казахстану Чимкентської області.
У 1962—1963 роках — начальник Південно-Казахстанського крайового управління водного господарства в місті Чимкенті.
У січні 1963 — грудні 1964 року — 1-й секретар Кзил-Ординського сільського обласного комітету КП Казахстану. У грудні 1964 — листопаді 1966 року — 1-й секретар Кзил-Ординського обласного комітету КП Казахстану.
У листопаді 1966 — квітні 1970 року — заступник голови Ради міністрів Казахської РСР.
У квітні 1970 — лютому 1971 року — 1-й секретар Джамбульського обласного комітету КП Казахстану.
26 лютого 1971 — 25 квітня 1975 року — секретар ЦК КП Казахстану.
У квітні 1975 — 13 червня 1986 року — 1-й секретар Уральського обласного комітету КП Казахстану.
У серпні — грудні 1986 року — начальник Управління із експлуатації Великого Алма-Атинського каналу і Бартогайського водосховища Казахської РСР.
З грудня 1986 року — персональний пенсіонер союзного значення в Казахській РСР.
Помер 18 листопада 1991 року. 

## Родина
Дружина — Саїда Шамсутдинівна. Дочка Гульнара.

## Нагороди і звання
- орден Леніна
- орден Жовтневої Революції
- три ордени Трудового Червоного Прапора
- орден Дружби народів
- медалі
- заслужений будівельник Казахської РСР.